# David Mumford
David Mumford (11 de junio de 1937) es un matemático estadounidense nacido en Inglaterra. Es conocido por sus trabajos en el campo de la geometría algebraica y por sus estudios sobre el reconocimiento de las formas. Es actualmente profesor del departamento de matemáticas aplicadas en la Universidad de Brown, pero ha realizado una importante carrera universitaria en la Universidad de Harvard.
Ha recibido diversos premios a lo largo de su vida. Entre ellos una medalla Fields en 1974 y el Premio Steele en 2007 otorgado por la Sociedad Matemática Americana. Además, ha sido presidente de la Unión Matemática Internacional de 1995 a 1999.
Mumford y la matemática Ingrid Daubechies recibieron el Premio Fundación BBVA Fronteras del Conocimiento 2012 en la categoría de Ciencias Básicas por su labor teórica matemática.